# خيط البريسم
خيط البريسم هو مسلسل تلفزيوني عراقي عرض في عام 1980.

## الممثلون
- فاضل خليل
- سليمة خضير
- يعقوب الأمين
- فاتن كريم
- هناء محمد
- فريال كريم
- يوسف العاني
- سناء سليم
- عبير فريد
- وجيه عبد الغني
- فاطمة الربيعي
- محسن العلي